# 阿尔特萨德塞格雷
阿尔特萨德塞格雷，是西班牙加泰罗尼亚莱里达省的一个市镇。 总面积177平方公里，总人口3234人（001年），人口密度18人/平方公里。